# Cratocnema cephalotum
Cratocnema cephalotum är en stekelart som beskrevs av Szepligeti 1914. Cratocnema cephalotum ingår i släktet Cratocnema och familjen bracksteklar. Inga underarter finns listade i Catalogue of Life.